# برج تلویزیونی کیف
برج تلویزیونی کیف برجی است که در شهر کیف، کشور اوکراین قرار دارد. این برج ۳۸۵ متر ارتفاع دارد.
این برج در جریان تهاجم روسیه به اوکراین مورد اصابت موشک نیروهای روسی قرار گرفت.